# Bregmaceros cantori
Bregmaceros cantori är en fiskart som beskrevs av Jessie Milliken och Houde, 1984. Bregmaceros cantori ingår i släktet Bregmaceros och familjen Bregmacerotidae. Inga underarter finns listade.